# Назо
Назо (італ. Naso, сиц. Nasu) — муніципалітет в Італії, у регіоні Сицилія,  метрополійне місто Мессіна.
Назо розташоване на відстані близько 470 км на південний схід від Рима, 125 км на схід від Палермо, 70 км на захід від Мессіни.
Населення — 3849 осіб (2014).
Щорічний фестиваль відбувається 1 вересня. Покровитель — San Cono.

## Демографія
Населення за роками:

Станом на 1 січня 2023 року в муніципалітеті офіційно проживало 66 іноземців з 13 країн, серед них 21 громадянин країн Євросоюзу та 4 громадяни України.

## Сусідні муніципалітети
- Броло
- Капо-д'Орландо
- Кастелл'Умберто
- Фікарра
- Мірто
- Сан-Сальваторе-ді-Фіталія
- Сінагра